# Джон Обадія Вествуд
Джон Обадія Вествуд (англ. John Obadiah Westwood; 22 грудня 1805 — 2 січня 1893) — англійський ентомолог і археолог. Член Ліннеївського товариства і Магдален Коледжу (Оксфордський університет). Запропонував оригінальну систему комах на рівні рядів, що отримала згодом широку підтримку. У Королівському ентомологічному товаристві на честь Вествуда засновано медаль («J.O. Westwood Medal»), яку присуджують щодва роки «за найповніші дослідження в області таксономії комах і близькоспоріднених груп членистоногих».

## Біографія
Джон Вествуд народився у місті Шеффілд (Англія). Почав навчатися юриспруденції, проте залишив навчання в зв'язку з інтересом до науки. За підтримки свого друга і покровителя Фредеріка Вільяма Хоупа отримав посаду куратора, а згодом і професора в Оксфордському університеті.

У 1833 році був одним із засновників Королівського ентомологічного товариства Лондона, в якому обіймав посади Секретаря (1834—1847), Президента (1852—1853) і почесного довічного Президента (1883—1893).

У 1855 році вчений був нагороджений Королівською медаллю Лондонського королівського товариства.

У 1858 році Вествуд був призначений хранителем ентомологічної колекції і бібліотеки Фредеріка Вільяма Хоупа, заповіданої їм Оксфордському університету. Вествуд написав і проілюстрував безліч ентомологічних монографій, а також зробив ілюстрації комах для робіт інших ентомологів.

Наприкінці своєї кар'єри Вествуд був обраний членом понад 25-ти різних міжнародних наукових товариств.
Джон Обадія Вествуд помер 2 січня 1893 року в Оксфорді.

## Відомі наукові роботи
- An introduction to the modern classification of insects; founded on the natural habits and corresponding organisation of the different families, Volume 1. (1839 рік)
- An introduction to the modern classification of insects; founded on the natural habits and corresponding organisation of the different families, Volume 2. (1840 рік)
- Synopsis of the genera of British Insects. (1840 рік)
- Thesaurus Entomologicus Oxoniensis: or illustrations of new, rare and interesting insects, for the most part coloured, in the collections presented to the University of Oxford by the Rev. Frederick William Hope. (1874 рік)